# Инъектирование
Инъектирование (инъецирование) —  процесс восстановления целостности строительной конструкции путём закачки под высоким давлением сверхтекучих низковязких смол и микроцементов. Технология применяется для восстановления физических и эксплуатационных характеристик железобетонных, каменных и кирпичных строений и сооружений, в том числе, для памятников архитектуры. Также применяется для упрочнения горных пород.

## Принцип метода инъектирования
При инъектировании происходит заполнение трещин, швов, пустот и пор инъекционными материалами. Сверхтекучие низковязкие составы распространяются в теле конструкции и делают бетон, кирпичную или каменную кладку, основание и фундамент прочнее за счёт скрепления и герметизации даже самых тонких трещин.
Метод инъектирования используется в строительстве недавно, но благодаря эффективности, быстроте и низкой стоимости работ он получил широкое распространение.

## Области применения инъектирования
Метод инъектирования применяется для реконструкции зданий промышленного, культурно-бытового, общественного и жилого назначения. С помощью инъекций выполняется восстановление целостности балок, колонн, стен, перемычек, плит перекрытия и прочих конструкций.
В случаях когда необходимо выполнить увеличение несущей способности с применением систем внешнего армирования из углеволокна, предварительно проводят инъектирование трещин для обеспечения нормальной работы бетона.
Также к технологии прибегают в качестве меры гидроизоляции. Инъекционными составами можно заделывать любые швы и пустоты, чтобы упрочнить бетон или кладку кирпича для предотвращения попадания влаги и протечек. В таком случае инъектирование выступает в качестве отсечной гидроизоляции, а нагнетаемые полимеры становятся мембранами, которые, связываясь с грунтом, создают противофильтрационную завесу. Инъектирование может применяться для изоляции ввода инженерных систем.

## Возможности инъектирования
Метод инъектирования стал широко применяться благодаря тому, что он даёт возможность:
- выполнить моментальную герметизацию и гидроизоляцию;
- сохранить целостность конструкции без изменения архитектуры постройки;
- восстанавливать труднодоступные участки сооружения;
- выполнять реконструкцию без земельных работ;
- проводить работы в любое время года.

Важное преимущество инъекционных составов перед рулонными материалами — это гораздо более лёгкое проникновение в любые трещины и швы.

## Инъекционные составы
К инъекционным смесям выдвигаются особые требования:
- пониженная вязкость;
- высокая проникающая способность;
- высокая адгезия;
- устойчивость к коррозии;
- минимальная усадка после затвердевания;
- длительный срок эксплуатации.

Этим условиям соответствуют следующие типы составов: эпоксидные и полиуретановые смолы, микроцементы и специализированные гидроизолирующие растворы.

### Смолы
Смолы используются для инъектирования трещин не более 0,5 мм. Они заполняют микроскопические поры, полностью восстанавливают несущую способность и прочность бетона.

### Полиуретановые смолы
Полиуретановые смолы используются для заполнения трещин и создания дополнительной гидроизоляции. Такие составы применяются для обработки влажных швов, восстановления железобетонных монолитных конструкций. Инъектирование полиуретановыми смолами позволяет выполнить гидроизоляцию коммуникаций и остановить напорный и безнапорный водоприток.

### Эпоксидные смолы
Эпоксидные составы характеризуются высокой химической устойчивостью и быстрым процессом схватывания материала. Такие смолы инъецируются в сухие трещины или швы, где они полностью восстанавливают несущую способность конструкции. При контакте с водой эпоксидная смола увеличивается в объёме в 2-3 раза, создавая слой гидроизоляции. Преимущество эпоксидных смол — это отсутствие в составе растворителей и хорошая адгезия с разными материалами.

### Микроцементы (полицементы)
Микроцементы или полицементы применяются для устранения более серьёзных повреждений, трещин с раскрытием более 1 мм. Они представляют собой специально разработанный для инъектирования портландцемент, который отличается особо степенью помола мелкой фракцией заполнителя, благодаря чему состав легко проникает во все поры и полости. Иногда в состав микроцементов вводятся специальные добавки, которые придают ему дополнительные свойства, например, возможность контроля времени затвердевания.
Полицементы так же применяются для усиления аварийных зданий при помощи железобетонных колонн — буроинъекционных свай. Также цементные составы применяются для заполнения усадочных трещин и остановки водопритоков.

### Гидроизолирующие составы
В качестве состава для гидроизоляционного инъецирования чаще всего используется полиуретан, противостоящий проникновению влаги. Полиуретаном обрабатывают швы и стыки между монолитными элементами, реставрируют влажные участки и изолируют отверстия и трещины в канализационных и водопроводных сетях.
Для гидроизоляции применяются акриловые гели пониженной вязкости, которые увеличиваются в объёме во влажной среде. Хорошая текучесть акрила позволяет быстро создавать водонепроницаемые барьеры, заполнять трещины и подсушивать пространство вокруг них.

## Оборудование для инъектирования
Все перечисленные выше составы нагнетаются в бетонном монолите при помощи специальных инструментов:
- Инъекционные насосы. Применяются для подачи инъекционных составов в строительные конструкции под давлением для ремонта и гидроизоляции.
- Пакер. Приспособление, обладающее цанговой, кеглевидной или плоской головкой со встроенным клапаном для нагнетания инъекционных составов в каменные, железобетонные и иные конструкции. В зависимости от рабочего давления и применяемых составов пакеры могут быть стальными, алюминиевыми и пластиковыми. По способу монтажа инъекционные пакеры подразделяются на разжимные, забивные и адгезионные.

## Технология инъектирования
Работы по инъектированию проводятся в несколько этапов:
- Подготовка проблемных участков и шлифовка трещин.
- Расшивка и зачеканка трещин и швов ремонтным составом.
- Сверление инъекционных отверстий (шпуров) и пересекающих трещин.
- Установка пакеров в просверленные отверстия.
- Инъектирование ремонтного состава с постоянным контролем давления и расхода.
- Промывка инструмента.
- Удаление пакеров после полимеризации раствора.
- Зачеканивание отверстий тампонирующим ремонтным составом.

Инъектирование снижает риск последующей усадки строения и повышает прочностные характеристики фундамента и надземных конструкций.

## Примечание
1. ↑  Фурсов, Леонид Федорович - Инъектирование и инъекционные растворы [Текст] - Search RSL. search.rsl.ru. Дата обращения: 4 мая 2021. Архивировано 4 мая 2021 года.
2. ↑  Фурсов, Леонид Федорович - Инъекционные растворы [Текст] - Search RSL. search.rsl.ru. Дата обращения: 4 мая 2021. Архивировано 4 мая 2021 года.
3. ↑  Хаютин, Юлий Германович - Монолитный бетон : Технология пр-ва работ - Search RSL. search.rsl.ru. Дата обращения: 4 мая 2021. Архивировано 4 мая 2021 года.
4. ↑  Серёгин, Иван Назарович - Инъектирование каналов с напряженной арматурой [Текст] - Search RSL. search.rsl.ru. Дата обращения: 4 мая 2021. Архивировано 4 мая 2021 года.
5. ↑  Васильев, Александр Петрович - Инъецирование каналов предварительно напряженных железобетонных конструкций [Текст] - Search RSL. search.rsl.ru. Дата обращения: 4 мая 2021. Архивировано 4 мая 2021 года.
6. ↑  Шилин, Андрей Александрович - Ремонт строительных конструкций с помощью инъецирования : учебное пособие для студентов вузов, обучающихся по специальности "Шахтное и подземное строительство" направления подготовки "Горное дело" - Search RSL. search.rsl.ru. Дата обращения: 4 мая 2021. Архивировано 4 мая 2021 года.
7. ↑  Федорцев, Игорь Васильевич - Реконструкция промышленных предприятий [Текст] : учебное пособие - Search RSL. search.rsl.ru. Дата обращения: 4 мая 2021. Архивировано 4 мая 2021 года.
8. ↑  Рекомендации по восстановлению и усилению каркасных зданий полимеррастворами - Search RSL. search.rsl.ru. Дата обращения: 4 мая 2021. Архивировано 4 мая 2021 года.
9. ↑  Мамаева, Елена Александровна - Инструкция по инъектированию кладки массивных опор железнодорожных мостов [Текст] - Search RSL. search.rsl.ru. Дата обращения: 4 мая 2021. Архивировано 4 мая 2021 года.
10. ↑  Николай Алексеевич Машкин, В. С. Молчанов. Материалы И Технологии Закрепления Грунтовых Массивов, Оснований И Откосов. — Новосибирский государственный архитектурно-строительный университет (Сибстрин). Архивировано 6 мая 2021 года.
11. ↑  Шилин, Андрей Александрович - Кирпичные и каменные конструкции. Повреждения и ремонт : учебное пособие для студентов вузов, обучающихся по специальности "Шахтное и подземное строительство" направления подготовки "Горное дело" - Search RSL. search.rsl.ru. Дата обращения: 4 мая 2021. Архивировано 4 мая 2021 года.
12. ↑  Геоэкологические основы охраны архитектурно-исторических памятников и рекреационных объектов - Search RSL. search.rsl.ru. Дата обращения: 4 мая 2021. Архивировано 4 мая 2021 года.
13. ↑  Технология инъекционного укрепления каменных кладок памятников архитектуры : [Метод. рекомендации] - Search RSL. search.rsl.ru. Дата обращения: 4 мая 2021. Архивировано 4 мая 2021 года.
14. ↑  Инъекционное упрочнение горных пород - Search RSL. search.rsl.ru. Дата обращения: 4 мая 2021. Архивировано 4 мая 2021 года.
15. ↑  Хямяляйнен, Вениамин Анатольевич - Геоэлектрический контроль разрушения и инъекционного упрочнения горных пород - Search RSL. search.rsl.ru. Дата обращения: 4 мая 2021. Архивировано 4 мая 2021 года.
16. ↑  Орловская, Софья Яковлевна - Растворы для инъектирования сборных железобетонных изделий [Текст] - Search RSL. search.rsl.ru. Дата обращения: 4 мая 2021. Архивировано 4 мая 2021 года.
17. ↑  Коновалов, Павел Александрович - Основания и фундаменты реконструируемых зданий / - Search RSL. search.rsl.ru. Дата обращения: 4 мая 2021. Архивировано 4 мая 2021 года.
18. ↑  Зурнаджи, Владимир Алексеевич - Усиление оснований и фундаментов при ремонте зданий [Текст] - Search RSL. search.rsl.ru. Дата обращения: 4 мая 2021. Архивировано 4 мая 2021 года.
19. ↑  Руководство и инструкция по инъекционному упрочнению горных пород полимерными материалами : Утв. М-вом чер. металлургии СССР и др. 16.10.84 - Search RSL. search.rsl.ru. Дата обращения: 4 мая 2021. Архивировано 4 мая 2021 года.
20. ↑  Инструкция и методические указания по смолоинъекционному упрочнению крепких трещиноватых горных пород : Утв. М-вом чер. металлургии СССР 19.03.82 - Search RSL. search.rsl.ru. Дата обращения: 4 мая 2021. Архивировано 4 мая 2021 года.